# لوک کرول
لوک کرول (انگلیسی: Luke Croll؛ زادهٔ ۱۰ ژانویهٔ ۱۹۹۵) بازیکن فوتبال اهل بریتانیا است.
از باشگاه‌هایی که در آن بازی کرده‌است می‌توان به باشگاه فوتبال اکستر سیتی، باشگاه فوتبال کریستال پالاس، باشگاه فوتبال هارو بورو، و باشگاه فوتبال پلیموث آرگیل اشاره کرد.